# Psychotria cupularis
Psychotria cupularis là một loài thực vật có hoa trong họ Thiến thảo. Loài này được (Müll.Arg.) Standl. miêu tả khoa học đầu tiên năm 1930.

## Hình ảnh

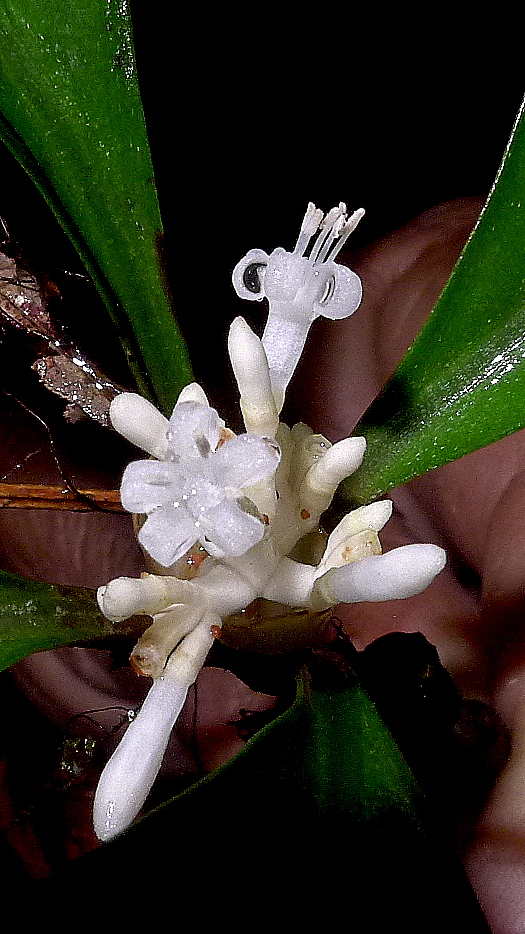
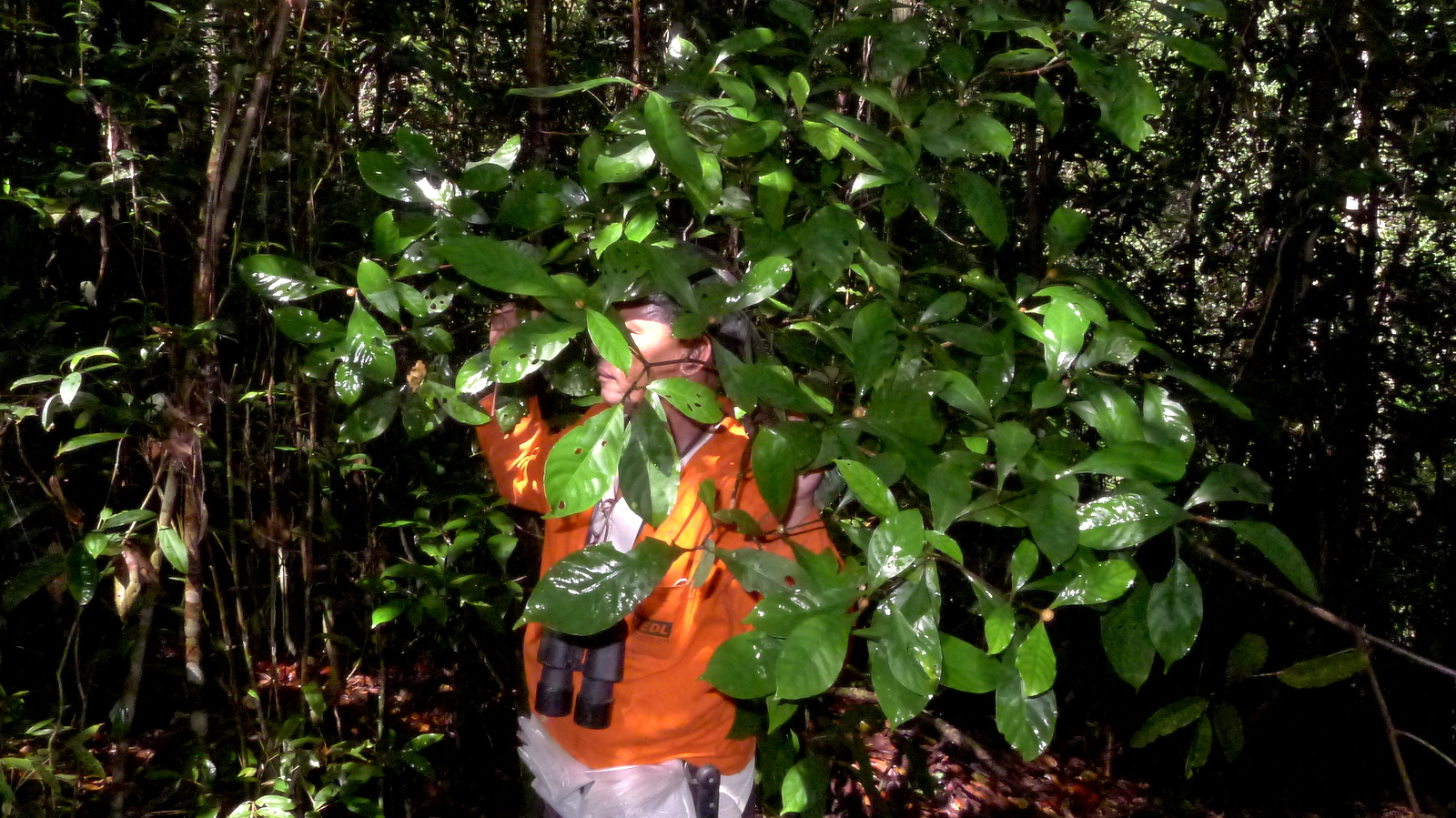
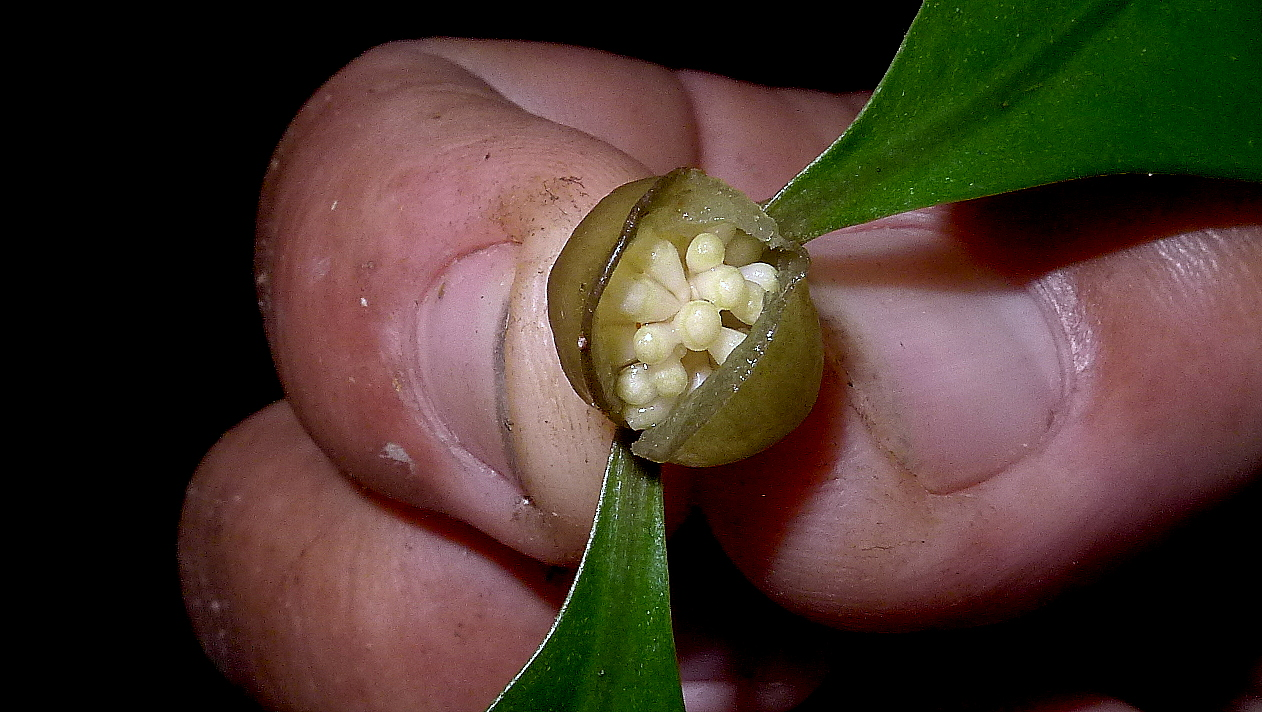
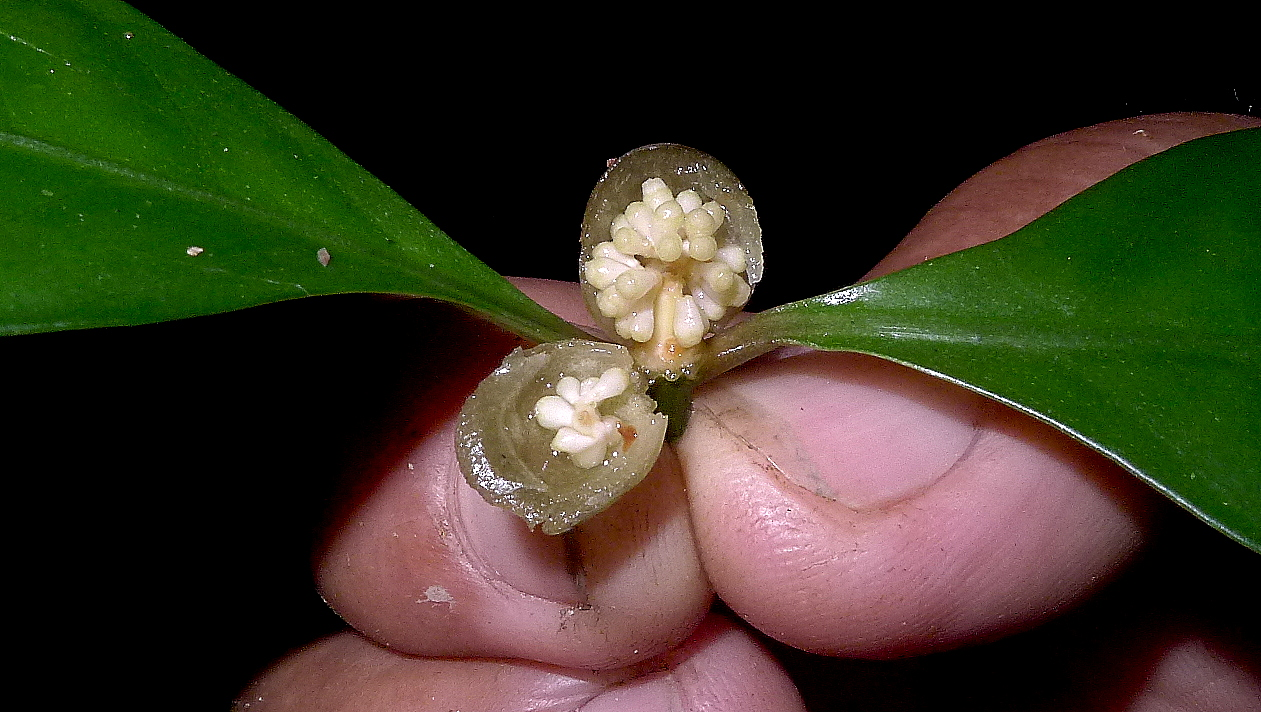